# Liberianische Fußballnationalmannschaft der Frauen
Die liberianische Frauenfußballnationalmannschaft ist eine Auswahlmannschaft der Liberia Football Association, die das Land Liberia auf internationaler Ebene bei Frauen-Länderspielen vertritt. Die Mannschaft nahm bislang nur an der Westafrikameisterschaft und an der Qualifikation zum Afrika-Cup teil, jedoch nicht am Afrika-Cup selbst oder an Weltmeisterschaften. Derzeitiger Trainer ist Selam Kebede.

## Geschichte
Ihr erstes Spiel absolvierte die Mannschaft im Rahmen der Qualifikation für das Fußballturnier der Olympischen Spiele 2008. Das Hinspiel gegen Äthiopien wurde mit 0:3 verloren. Nach einer weiteren Niederlage im Rückspiel schied das Team in der ersten Qualifikationsrunde aus. In der ersten Runde der Qualifikation für das Fußballturnier der Olympischen Spiele 2016 sollte Liberia zunächst gegen Guinea-Bissau spielen, das seine Teilnahme jedoch zurückzog. In der zweiten Runde hätte Liberia gegen Kamerun spielen sollen, zog seine Teilnahme jedoch vorher zurück. Liberia gewann bei der Westafrikameisterschaft 2020 in der Gruppenphase gegen Guinea-Bissau und Gambia und verlor gegen Mali. Im Halbfinale verlor die Mannschaft gegen Senegal. Das Spiel um Platz drei gegen Kap Verde konnte die Mannschaft hingegen gewinnen. Bei der Qualifikation zum Afrika-Cup 2022 verlor Liberia in der ersten Qualifikationsrunde beide Spiele gegen Senegal. Bei der Qualifikation zum Afrika-Cup 2025 verlor die Mannschaft beide Spiele gegen Kap Verde und schied damit erneut in der ersten Qualifikationsrunde aus.

## Turniere

### Weltmeisterschaft
- 1991 bis 2019 – nicht teilgenommen
- 2023  – nicht qualifiziert
- 2027  – nicht teilgenommen

### Afrika-Cup
- 1991 bis 2018 – nicht teilgenommen
- 2020 – Turnier abgesagt
- 2022 – nicht qualifiziert
- 2025 – nicht qualifiziert
- 2026 – nicht teilgenommen

### Westafrikameisterschaft
- 2020 – Dritter Platz
- 2023 – nicht teilgenommen